# Батеке
 Тази статия е за етническата група.  За платото със същото име вижте Батеке (плато).  
Батеке (Bateke), познати още като Теке, Бареке или Тио, е централноафриканска етническа група. Населението е разположено предимно в Демократична република Конго, Република Конго и малка част в Габон. В Демократична република Конго по-голямата част от батеке живеят в провинция Бандунду и в столицата Киншаса. В Република Конго живеят в провинция Плато, а в Габон – в провинция О Огоуе.
Президент на Габон от 1967 до 2009, Омар Бонго (известен преди да приеме исляма като Албер-Бернар Бонго), е член на Батеке.